# Sofroniusz (Budko)
Sofroniusz, imię świeckie Dmitrij Iwanowicz Budko, ros. Дмитрий Иванович Будько (ur. 3 października 1930 w Bordziówce, powiat brzeski, województwo poleskie, zm. 31 marca 2008 w Kemerowie) – biskup Rosyjskiego Kościoła Prawosławnego.
W latach 1951–1954 odbywał zasadniczą służbę wojskową. W 1959 ukończył naukę w seminarium duchownym w Mińsku, zaś w 1963 uzyskał tytuł kandydata nauk teologicznych w Leningradzkiej Akademii Duchownej. 21 marca 1964 przyjął święcenia diakońskie, zaś 22 marca tego samego roku – kapłańskie.
Od 1964 do 1966 służył w soborze Wniebowstąpienia Pańskiego w Nowosybirsku. 1 lipca 1966 został proboszczem parafii św. Eliasza w Osinnikach. Następnie został ponownie wyznaczony do służby w soborze w Nowosybirsku, gdzie służył od 1968 do 1989. Między rokiem 1972 a 1989 był dziekanem cerkwi w obwodzie nowosybirskim. Od 14 września 1989 był natomiast proboszczem parafii przy soborze św. Aleksandra Newskiego w Nowosybirsku.
12 maja 1991, po śmierci żony, złożył wieczyste śluby mnisze w Ławrze Troicko-Siergijewskiej, po czym otrzymał godność archimandryty. 16 maja 1991 w soborze Wniebowstąpienia Pańskiego w Nowosybirsku miała miejsce jego chirotonia na biskupa tomskiego, wikariusza eparchii nowosybirskiej. W 1993 został pierwszym biskupem nowo powstałej eparchii kemerowskiej i nowokuźnieckiej. 25 lutego 1998 podniesiony do godności arcybiskupiej.
19 lipca 2006 odszedł w stan spoczynku w związku z osiągnięciem wieku 75 lat. Zmarł dwa lata później.